# Scharbergbrug
De Scharbergbrug is een brug over de Maas en het Julianakanaal tussen Stein in Nederland en Maasmechelen in België. Over de brug loopt de Nederlandse A76, Belgische A2 en de Europese verbinding E314. De brug is een belangrijke schakel in de verbinding tussen Antwerpen en Duitsland. Het viaduct rust op 212 pijlers.